# Legendrena rolandi
Legendrena rolandi is een spinnensoort uit de familie Gallieniellidae. De soort komt voor in Madagaskar.